# Eksplozija na Vergaroli
Eksplozija na Vergaroli je bila eksplozija, ki se je zgodila 18. avgusta 1946 na plaži Vergarola v Pulju. Eksplozijo so povzročile morske mine, ki so bile izvlečene iz morja in so na obali nezastražene čakale na uničenje.

## Ozadje
Istrsko mesto Pulj je po drugi svetovni vojni prišlo pod začasno zavezniško vojaško upravo, ob čemer so potekala pogajanja, ali bo pripadlo Italiji ali Jugoslaviji. Odnosi med prebivalci so bili napeti in pogosto je prihajalo do obračunov med proitalijansko in projugoslovansko usmerjenim prebivalstvom. Eksplozije ostankov streliva iz vojne so tedaj v mestu bile pogost pojav.
Uvala Vergarola se nahaja na začetku polotoka Muzil v Pulju. V času pred vojno je bila prestižno mestno kopališče, dandanes pa je zaraščena in njen prostor zavzemajo manjše ribiško pristanišče, ladjedelnica Tehnomont in vojaški kompleks Hrvaške vojne mornarice.

## Dogodek
Na dan eksplozije je italijansko športno društvo Pietas Julia organiziralo tekmovanje v vodnih športih, ki je na plažo pritegnilo številne obiskovalce italijanske narodnosti. Dopoldne je potekalo tekmovanje v plavanju, medtem ko so bile za popoldan načrtovane tekme v vaterpolu in skokih s trampolina. Obiskovalcev plaže prisotnost eksploziva ni vznemirjala in so se brez strahu gibali v njegovi bližini.
Eksplozija je odjeknila malo po 14. uri. Prva časopisna poročila o nesreči so govorila o eksploziji 28 podmorskih min in o 62 smrtnih žrtvah. Eksplozija je zahtevala okoli 65 do 70 življenj, medtem ko nekatera poročila špekulirajo tudi o več kot 110 smrtnih žrtvah.

## Posledice in razlage
Vzrok eksplozije do danes ni razjasnjen. Kot mogoči vzroki se omenjajo samoaktivacija min, neprevidnost kopalcev in tudi namerna povzročitev, za nobeno od teorij pa ne obstajajo zadostni dokazi.
Prebivalci in časopisi so za tragedijo krivili malomarnost zavezniške oblasti pri ravnanju z eksplozivom. Uradno poročilo zaveznikov o preiskavi nesreče je navedlo, da je eksplodiralo 15 do 20 nemških in italijanskih globinskih bomb, tri torpedne bojne glave, štirje naboji TNT za globinske bombe ali kontaktne morske mine ter pet dimnih bomb. Orožju so po besedah poročila bili odstranjeni vžigalniki, zato se ne bi moglo sprožiti same od sebe. V luči napetosti med italijanskim in slovanskim prebivalstvom so bili številni Italijani prepričani, da so eksplozijo podtaknili jugoslovanski agenti z namenom zastraševanja italijanskega prebivalstva in priključitve Pulja Jugoslaviji. Teorije o etnično motiviranem napadu so podpihovali proitalijanski politiki in glavni proitalijansko usmerjeni časopis L’Arena di Pola, ki je objavljal špekulacije o skrivnostnem človeku, opaženem na mestu nesreče. Dogodek in poročanje sta pospešila množično izseljevanje istrskih Italijanov iz Pulja v Italijo.
V času Jugoslavije se o dogodku na Vergaroli ni veliko govorilo. Leta 2008 je tržaški časopis Il Piccolo objavil obstoj dokumenta v enem od britanskih arhivov, ki na podlagi informacij italijanskih obveščevalcev trdi, da naj bi eksplozijo sprožil Giuseppe Kovacich, agent OZNE z Reke. Po drugi strani je Puljčan Benedetto Buich, ki je bil po lastnih trditvah prisostvoval eksploziji na plaži, v svojem pričevanju za krivca označil obiskovalca plaže, ki naj bi bil v vinjenem stanju vrgel prižgan žar v odprto mino.
Septembra 1997 so žrtvam eksplozije postavili spomenik ob puljski stolnici.